# Dżalal ad-Din Manguberti

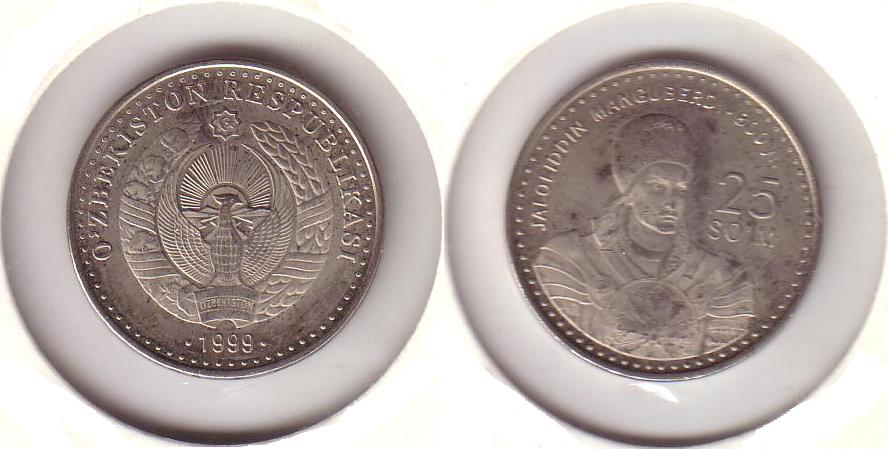
Dżalal ad-Din Manguberti na uzbeckiej monecie 25-sumowej.

Dżalal ad-Din Manguberti, zw. także Mingburnu (znaczenie przydomka niejasne) – ostatni przedstawiciel tureckiej dynastii Anusztigina z Imperium Chorezmijskiego, syn 'Ala ad-Din Muhammada II.

## Życiorys
Po klęsce ojca w wojnie z Temudżynem zorganizował w południowej części państwa nową armię, uwolnił od oblężenia Kandahar i zwyciężył Mongołów w dwudniowej bitwie pod Perwanem (okolice Kabulu) – gdy jednak Temudżyn wyruszył przeciw niemu na czele głównych sił, rozpoczął odwrót. Temudżyn zdobył Ghazni, zaś 24 XI 1221, dopadłszy Mangubertiego podczas przeprawy przez Indus, wykorzystując przeszło dwukrotną przewagę liczebną, niemal całkowicie zniszczył jego pięciotysięczny oddział. Manguberti z garstką towarzyszy zbiegł do Indii, gdzie w ciągu trzech lat rekrutował nową armię pośród tamtejszych muzułmanów pochodzenia gł. tureckiego, oraz pośród ocalałych żołnierzy swojego ojca (podobno 60 tys. ludzi).
Powróciwszy, odzyskał w roku 1225 znaczną część posiadłości Imperium Chorezmijskiego (płaskowyż perski), nie zdołał jednak uwolnić właściwego Chorezmu, ani przywrócić państwu dawnej siły.
Witany przez ludność jako wyzwoliciel, uporządkowawszy przejściowo sprawy mongolskie, rozpoczął ekspansję na zachodzie. Jeszcze w 1225 skutecznie zaatakował osłabioną najazdem mongolskim z 1221 Gruzję. Odniósł łatwe zwycięstwo nad armią królowej Rusudan pod Garni na południowej granicy Gruzji i zdobył Tbilisi oraz całą dolinę rzeki Kury – próba gruzińskiej rekonkwisty z 1228 zakończyła się ponowną klęską. W roku 1226 zmusił do uznania swojej zwierzchności kalifa Bagdadu, który oparł się jego ojcu. Następnie próbował zdobyć syryjskie posiadłości Ajjubidów i małoazjatyckich Seldżuków, ciężkie i prowadzone ze zmiennym szczęściem walki nie przyniosły mu jednak sukcesu, tymczasem od wschodu nadciągała nowa armia mongolska. Gdy w 1230 Manguberti zdobył potężną twierdzę Ahlat niedaleko jeziora Wan, sułtan seldżucki Kajkubad sprzymierzył się z Ajjubidą Al-Aszrafem i wkrótce rozgromił siły Chorezmijczyka koło Erzincanu. Ostateczną klęskę Dżalal ad-Din Manguberti poniósł w roku 1231. Gdy uciekał z pola bitwy, 15 sierpnia 1231 został zamordowany przez kurdyjskiego chłopa, podobno w odwecie za śmierć brata, którego kazał ściąć wiele lat przedtem (inna wersja mówi, że zabójca był nizarytą).
Niezależnie od ostatecznego upadku, Dżalal ad-Din potrafił dowieść, że Mongołowie nie są niezwyciężeni, co miało wówczas ogromne znaczenie psychologiczne dla świata islamu. O jego autorytecie wśród etnicznie zróżnicowanych żołnierzy świadczy fakt, że ich znaczna liczba kontynuowała po jego śmierci walkę aż do 1246 roku, występując pod mianem Chorezmijczyków.